# Nikolaj Morozov
Nikolaj Aleksandrovitsj Morozov (Russisch: Николай Александрович) (Moskou, 17 december 1975) is een Russisch voormalig kunstschaatser, die uitkwam bij het ijsdansen, en gevierd schaatscoach. Hij leidde Shizuka Arakawa in 2006 naar de olympische titel en Miki Ando twee keer naar de wereldtitel (2007, 2011). Morozov zelf nam in 1998 met zijn toenmalige schaatspartner Tatjana Navka, en namens Wit-Rusland, deel aan de Olympische Winterspelen in Nagano. Het ijsdanspaar eindigde er als zestiende.

## Biografie
De in Moskou geboren Morozov begon in 1980 met kunstschaatsen. Op advies van doktoren, die vonden dat de vijfjarige jongen meer moest bewegen, brachten zijn ouders hem naar schaatsclub Dinamo Minsk in Minsk, Wit-Rusland. Hij was tot zijn zestiende actief als soloschaatser, waarna hij overstapte naar het ijsdansen. Morozov heeft vervolgens enige jaren geschaatst met Olga Persjankova, uitkomende voor Azerbeidzjan. Het ijsdanspaar werd 21e bij de wereldkampioenschappen van 1994.
Na twee jaar met Jekaterina Gvozdkova geschaatst te hebben, ging hij in 1996 een samenwerking aan met Tatjana Navka. Het duo deed tweemaal mee aan de Europese- en wereldkampioenschappen, met als hoogste klassering bij beide toernooien de tiende plaats, en vertegenwoordigde in 1998 Wit-Rusland op de Olympische Winterspelen in Nagano. Hier werden de twee zestiende. In de jaren erna beleefde Morozov successen als schaatscoach. Hij begeleidde onder meer Shizuka Arakawa en Miki Ando.
Morozov was van 2016 tot 2019 getrouwd met zijn pupil, kunstschaatsster Vasilisa Davankova. Hij was twee keer eerder gehuwd, waaronder van 2005 tot 2007 met ijsdanseres Shae-Lynn Bourne. Met zijn eerste echtgenote kreeg hij in 2001 een dochter, Annabelle. Zij is ook een talentvol kunstschaatsster en werd in 2014 tweede bij de juvenile op het Amerikaanse NK voor junioren.

## Eigen resultaten
1993/94 met Olga Persjankova (voor Azerbeidzjan uitkomend), 1994-1996 met Jekaterina Gvozdkova (voor Rusland uitkomend)
1996-1998 met Tatjana Navka (voor Wit-Rusland uitkomend)
| Olympische Spelen       |      |  |    |      | 16e  |
| Wereldkampioenschap     | 21e  |  |    | 14e  | 10e  |
| Europees kampioenschap  | 21e  |  |    | 12e  | 10e  |
| Nationaal kampioenschap | Goud |  | 6e | Goud | Goud |